# Iáia de Antioquia

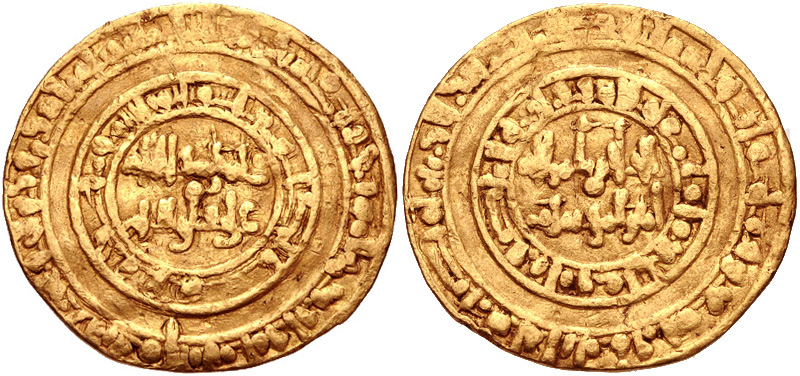
Dinar de ouro de 1001/1002 do califa fatímida Aláqueme Biamir Alá r.

Iáia ibne Saíde, o Antioqueno (em árabe: يحيى بن سعيد الأنطاكي; romaniz.: Yaḥya ibn Saʿīd al-Anṭākī; m. c. 1066), mais conhecido como Iáia de Antioquia, foi um historiador e médico cristão melquita do século XI. Provavelmente nasceu no Egito Fatímida. Tornou-se médico, mas os programas anti-cristãos do califa Aláqueme Biamir Alá (r. 996–1021) forçaram-o a fugir à Antioquia bizantina. Lá escreveu uma defesa ao cristianismo e refutações ao judaísmo e islamismo.
Sua principal obra, no entanto, foi a continuação da obra de Eutíquio de Alexandria. Ela percorre o período entre 938 e 1034 e se concentra, fundamentalmente, no Império Bizantino, Síria e Egito, tendo ele se utilizado de fontes bizantinas, cristãs e islâmicas, além de materiais arquivados, informações pessoais e observações próprias. Em sua obra, Iáia faz um panorama das campanhas militares, políticas e diplomáticas, assuntos doutrinários e eclesiásticos, desenvolvimentos social e econômico, desastres naturais e algumas questões da história da Bulgária e dos Rus'.